# 朴春琴
朴 春琴（パク チュングム、ぼく しゅんきん、朝鮮語: 박춘금、1891年4月17日 - 1973年3月31日）は、朝鮮人の政治家。戦前日本の帝国議会で初の朝鮮人議員であり、かつ唯一の衆議院議員（代議士）である。

## 略歴
慶尚南道密陽市出身。本貫は密陽朴氏。密陽漢文書塾・日語学校で学び1906年に訪日。土木作業員から手配師となって、清水組や佐藤工業・飛島組・熊谷組などの仕事を請け負った。その一方で在日朝鮮人の相互扶助・地位向上に力を入れるようになり、1920年に李起東（イ・ギドン、이기동）らと朝鮮人労働者相互扶助団体である相救会を結成した。相救会の活動には土木工業会や前朝鮮総督府警務局長だった丸山鶴吉から支持を受け、翌1921年には相救会を親日融和団体である相愛会に改組、自身は副会長に就任した。

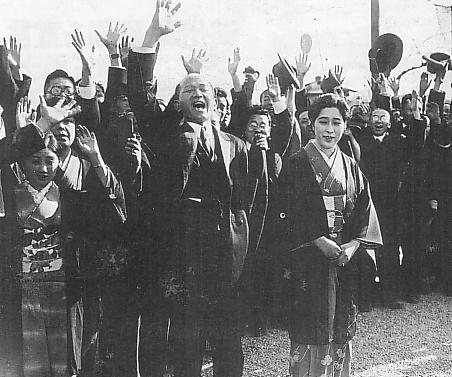
衆議院議員当選を祝う朴春琴

当時の衆議院議員選挙法（普通選挙法）では内地人含め朝鮮・台湾在住者には選挙権・被選挙権がなかったが、内地居住の日本帝国国籍男子であれば朝鮮人・台湾人であっても法的には平等であり、地方参政権のみならず衆議院議員の選挙権・被選挙権をともに有していた。また、1930年1月の内務省法令審議会はハングルを使用した投票を有効とし、ハングルでの投票が予想される選挙区の投票管理者には諺文字書が配布されていた。そのため、1932年には当時の東京府4区（本所区・深川区）から改名せずに、民族名のまま第18回衆議院議員総選挙（2月21日投票）に丸山らの応援を得て出馬し、当選した。1932年から1942年までの10年間に衆議院議員総選挙は4回あったが、朴はそのうち32年と1937年の選挙で当選し、衆議院の代議士を2期務めた。親分肌で面倒見が良い性分であった事から、地元では朝鮮人だけではなく日本人からも人気があったが、異民族という事もあり辞職を促されたり脅迫もされたという。政治家としては、朝鮮人・在朝日本人の参政権と朝鮮人志願兵制度を請願している。1942年の翼賛選挙では大政翼賛会の推薦を受けたが落選。終戦直前には、作家の李光洙や詩人の朱耀翰ら当時朝鮮を代表する知識人と京城府民館で「大義党」を結成し、欧米列強の本国での選挙・被選挙権も与えない植民地支配を糾弾する大会を開催した。
終戦後は公職追放となり（時期不明、1951年解除）、大韓民国政府によって親日派民族反逆者に指名はされたものの、北朝鮮よりも韓国政府を支持。日本にて日韓文化協会を結成して韓国人留学生の支援に尽力すると共に、在日本大韓民国民団における活動で韓国政府からも功績を認められ、在日韓国人からの信頼を得て、在日本大韓民国民団中央本部顧問という幹部に就任。民団と共に祖国統一促進協議会でも活動。1973年3月31日、東京の慶應大学病院で死去。享年81。

## 議員活動
当時、朝鮮半島在住者には選挙権もなく徴兵義務もなかったことから、衆議院本会議(昭和8年1月26日)では、「朝鮮人が植民地人と言われるのは気に食わない。兵役義務を果たして参政権を得ることが同じ国民である」と演説し、翌昭和10年には陸軍大臣林銑十郎に対して、朝鮮人徴兵制度を請願している。

## 評価
批判するメディアを相愛会を使い脅迫するなど手配仕上がりで暴力性が高かった。祖国は朝鮮ではなく日本であると朝鮮人の独立・民族運動を体制側から攻撃し異民族日本人の支配に協力・賛同する典型的な反民族派と韓国で評価されている。